# ГЕС Otto Holden
ГЕС Otto Holden — гідроелектростанція на кордоні канадських провінцій Онтаріо та Квебек. Знаходячись між ГЕС Première-Chute (вище по течії) та ГЕС Des Joachims, входить до складу каскаду на Оттаві, яка впадає ліворуч до річки Святого Лаврентія (дренує Великі озера).
В межах проекту річку перекрили бетонною гравітаційною греблею висотою 37 метрів та довжиною 804 метри, яка потребувала 300 тис. м3 матеріалу. Вона утворила витягнуте по долині Оттави на 49,5 км водосховище Ла-Кейв-Лейк з площею поверхні 30,7 км2 та об'ємом 543 млн м3.
Пригреблевий машинний зал у 1952—1953 роках обладнали вісьмома гідроагрегатами потужністю по 30 МВт, які використовують напір у 22,5 метра.
Видача продукції відбувається по ЛЕП, розрахованій на роботу під напругою 230 кВ.